# Paul Vollenweider
Paul Vollenweider (* 4. April 1888 in Toos; † 24. April 1962) war ein Schweizer Militärarzt, zuletzt im Dienstgrad Oberstbrigadier in der Funktion als Oberfeldarzt der Armee von 1936 bis 1945.
In den Nachkriegsjahren war er Direktor des Eidgenössischen Gesundheitsamts. In seiner Amtszeit als Direktor des Gesundheitsamtes liess er seine Erfahrungen in den Entwurf für ein Ergänzungsgesetz zum Bundesgesetz zur Bekämpfung der Tuberkulose einfliessen, das allerdings aus politischen Gründen 1949 verworfen wurde.